# 桂裕
桂裕（1902年—2002年1月2日），字公绰，浙江慈溪县慈城镇（今宁波市江北区）人，国民党元老、法学家。。

## 生平
系南宋名医桂万荣后人。早年就读于东吴大学法科，于1927年毕业。毕业后在上海律师事务所短期工作。任职于上海商务印书馆，担任英文编译。1930年，入上海地方法院，历任司法行政部编审、上海第一特区法院推事、上海江苏高二分院推事、上海高等法院推事。期间，在著名《东方杂志》上连续发表《大陆法系与英美法系》、《司法官之素质与数量》、《法律之理论与实践”和“处置日本在华财产文法律观》十余篇法律法学论文。
后服务于国民中央政府，抗日战争时期，担任国防最高委员会秘书。担任司法院参事。
抗日战争胜利以后，1946年，派往日本东京，出任远东国际军事法庭检察官，参与国际审判日本甲级战犯。曾征集证据，征讨日军在侵华战争时掠去日本的中国文物，包括苏州寒山寺的青铜古钟。

## 台湾生涯
1949年，移居台湾。历任台湾大学、法官训练所、东吴大学、辅仁大学、中国文化学院（今中国文化大学）教授或客座教授，讲授法學課程，是海商法、保险法的权威专家。台湾二战后有三分之二的大法官是桂裕的学生或上过桂裕的课。
1958年，代表中华民国参加联合国的第一次海商法会议。
2002年1月2日，逝世于台北，享寿101岁。

## 著名学生
2001年，桂裕百岁寿辰，学生陳水扁（时任总统）和馬英九（时任台北市长）同到桂裕家中祝寿。
著名学生有：
- 陈水扁
- 马英九
- 张俊雄
- 尤清
- 焦仁和
- 施启扬
- 谢长廷
- 李敖
- 黃一舟
- 李謀裕

## 代表著作
代表著作有：
- 《英译中华民国民事诉讼法》（翻译著作，上海商务印书馆时期）
- 《辞源》续编（参与编辑，上海商务印书馆时期）
- 《海商法新论》
- 《美国海事法概论》（英文）
- 《保险法论》（英文）
- 《海商法》
- 《保险法》
- 《司法制度之检讨及改进》
- 《行與言》